# Râul Icland
Râul Icland este un curs de apă, afluent al râului Lechința. 

## Hărți
- Harta județului Mureș